# Lamprostola unifascia
Lamprostola unifascia är en fjärilsart som beskrevs av Rothschild 1913. Lamprostola unifascia ingår i släktet Lamprostola och familjen björnspinnare. Inga underarter finns listade i Catalogue of Life.